# Moina hartwigi
Moina hartwigi är en kräftdjursart som beskrevs av Welter 1898. Moina hartwigi ingår i släktet Moina och familjen Moinidae. Inga underarter finns listade i Catalogue of Life.